# Llista de presidents de Moçambic
El President de Moçambic és el cap d'estat de la República de Moçambic. El president també és el cap del Govern i comandant de les Forces Armades. Durant la primera època després de la independència de Portugal es va instaurar un règim de partit únic. Malgrat que posteriorment es va avançar cap a un sistema multipartidista, els primers presidents provingueren del Front d'Alliberament de Moçambic (FRELIMO), protagonista del moviment de descolonització.

## Llista de Presidents
| N  | Portrait | Name                        | Took office     | Left office     | Political party |
| -- | -------- | --------------------------- | --------------- | --------------- | --------------- |
| 1  |          | Samora Moisés Machel        | 25 June 1975    | 19 October 1986 | FRELIMO         |
| 2  |          | Marcelino dos Santos        | 19 October 1986 | 22 October 1986 | FRELIMO         |
| 3  |          | Joaquim Chissano            | 22 October 1986 | 24 October 1986 | FRELIMO         |
| 4  |          | Alberto Chipande            | 24 October 1986 | 26October 1986  | FRELIMO         |
| 5  |          | Armando Guebuza             | 26 October 1986 | 1 November 1986 | FRELIMO         |
| 6  |          | Jorge Rebelo                | 1 November 1986 | 2 November 1986 | FRELIMO         |
| 7  |          | Mariano de Araújo Matsinhe  | 2 November 1986 | 3 November 1986 | FRELIMO         |
| 8  |          | Sebastião Marcos Mabote     | 1986            | 4 November 1986 | FRELIMO         |
| 9  |          | Jacinto Soares Veloso       | 1986            | 1986            | FRELIMO         |
| 10 |          | Mário da Graça Machungo     | 1986            |                 | FRELIMO         |
| 11 |          | José Óscar Monteiro         | 1986            | 1986            | FRELIMO         |
| 3  |          | Joaquim Chissano, President | 1986            | 2005            | FRELIMO         |
| 5  |          | Armando Guebuza, President  | 2005            | 2015            | FRELIMO         |
| 12 |          | Filipe Nyusi, President     | 2015            | Present         | FRELIMO         |

### Affiliations
FRELIMO = Frente de Libertação de Moçambique (Liberation Front of Mozambique, authoritarian/socialist, renounces Marxism–Leninism 30 July 1989)
RENAMO = Resistencia Nacional Moçambicana (Mozambican National Resistance) 

## Últimes eleccions
| Candidat                                                           | Candidat                        | Partit                          | Vots       | %     |
| ------------------------------------------------------------------ | ------------------------------- | ------------------------------- | ---------- | ----- |
|                                                                    | Filipe Nyusi                    | FRELIMO                         | 2,778,497  | 57.03 |
|                                                                    | Afonso Dhlakama                 | RENAMO                          | 1,783,382  | 36.61 |
|                                                                    | Daviz Simango                   | MDM                             | 309,925    | 6.36  |
| No vàlids/en blanc                                                 | No vàlids/en blanc              | No vàlids/en blanc              | 461,861    | –     |
| Total                                                              | Total                           | Total                           | 5,333,665  | 100   |
| Votants registrats/participació                                    | Votants registrats/participació | Votants registrats/participació | 10,964,978 | 48.64 |
| Font: Mozambique News Agency Arxivat 2014-10-31 a Wayback Machine. |                                 |                                 |            |       |